# HD 210074
HD 210074，又名BD+18 4930，SAO 107675、HR 8435，是一颗恒星，视星等为5.75，位于銀經78.06，銀緯-28.77，其B1900.0坐标为赤經22h 2m 42.7s，赤緯+18° -28.77′ 10″。